# Beaumont-Monteux
Beaumont-Monteux é uma comuna francesa na região administrativa de Auvérnia-Ródano-Alpes, no departamento de Drôme. Estende-se por uma área de 13,37 km². Em 2010 a comuna tinha 1 354 habitantes (densidade: 101,3 hab./km²).